# Ciherang (Sumedang Selatan)
Ciherang is een bestuurslaag in het regentschap Sumedang van de provincie West-Java, Indonesië. Ciherang telt 5815 inwoners (volkstelling 2010).